# Ralf Palik
 (décembre 2023).
Si vous disposez d'ouvrages ou d'articles de référence ou si vous connaissez des sites web de qualité traitant du thème abordé ici, merci de compléter l'article en donnant les références utiles à sa vérifiabilité et en les liant à la section « Notes et références ».
Ralf Palik, né le 2 septembre 1990 à Erlabrunn, est un lugeur allemand. Il concourt parmi l'élite mondiale à partir de la saison 2010-2011. En janvier 2012, il obtient son premier podium en Coupe du monde en terminant deuxième de la manche de Winterberg puis remporte en 2013 une épreuve par équipes à Lake Placid.

## Palmarès

### Coupe du monde
- Meilleur classement général : 6e en 2012.
- 1 podium individuel : 1 deuxième place.
- 1 victoire par équipes.